# Marinus Adam
Marinus Adam (Den Haag, 2 augustus 1900 – 30 mei 1977) was een Nederlands dirigent, musicus en componist.

## Achtergrond
Hij werd geboren in het gezin van winkelier Tobias Adam en chef d'hotel Susanna Helena Elisabeth. Hij was 1923 tot 1958 getrouwd met Elisabeth Mathilde Huijkman. Hij scheidde eerder van tafel en bed van haar. Hij kreeg in 1948 een dochter Marieke met de vrouw met wie hij sinds 1939 samenwoonde en waarmee hij in 1965 trouwde. Zij stierf in 1973. In 1977 overleed hij na een kort ziekbed.

## Muzikale loopbaan
Hij kreeg zijn muziekopleiding aan het Koninklijk Conservatorium in Den Haag in de vakken viool, altviool, klarinet, harmonieleer, muziektheorie en muziekgeschiedenis. Zijn docenten waren Laurent Angenot, Christiaan Pieter Willem Kriens, Hendrik Dirk van Ling, Henri Viotta en Johan Wagenaar. Hij volgde een aanvullende studie in contrapunt en fuga bij Jos de Klerk in Haarlem.
In 1918 werd hij benoemd tot altist en klarinettist in de Haarlemse Orkest Vereniging. In 1927 kreeg hij er een functie bij als tweede dirigent naast Eduard van Beinum. In 1939 werd hij benoemd tot eerste dirigent van het orkest, samen met Toon Verhey. Daarnaast dirigeerde hij andere orkesten, zoals het Residentieorkest in 1943. Bekend waren ook zijn jeugdconcerten voor de middelbare scholen, waarbij hij uitleg gaf over de muziek. In 1958 vierde hij zijn 40-jarig jubileum als musicus in het bijzijn van prinses Margriet.
In 1965 nam hij afscheid van het Noordhollands Philharmonisch Orkest met de Afscheidssymfonie van Joseph Haydn. Hij kwam er nog slechts zelden terug. Hij was nog wel te zien als dirigent van de muziekopleiding in Kennemerland en als dirigent van Symphonie orkest Haerlem.
Naast musiceren ging zijn belangstelling uit naar componeren. Van zijn hand verscheen een aantal stukken:
- Het pensionaat
- De school
- De universiteit
- Heer Halwijn
- De hoedenwinkel
- Fantasie voor orkest over "Merck toch hoe sterck"
- Orkestratie van de Schilderijententoonstelling van Modest Moessorgski
- Myrte en de demonen (filmmuziek, gespeeld door het London Philharmonic in juni 1948, gefilmd door Bert Haanstra en Dirk de Herder, regisseur: Paul Bruno Schreiber )
- De ring van de Hertog (kinderoperette)
- Vredesspel Bezinning, een vredesdans van Tilly Sylon naar een tekst van E. Miollee-Riem Vis.